# Hypocnemis ochrogyna
Hypocnemis ochrogyna е вид птица от семейство Thamnophilidae.

## Разпространение
Видът е разпространен в Боливия и Бразилия.